# Кокорин, Анатолий Михайлович

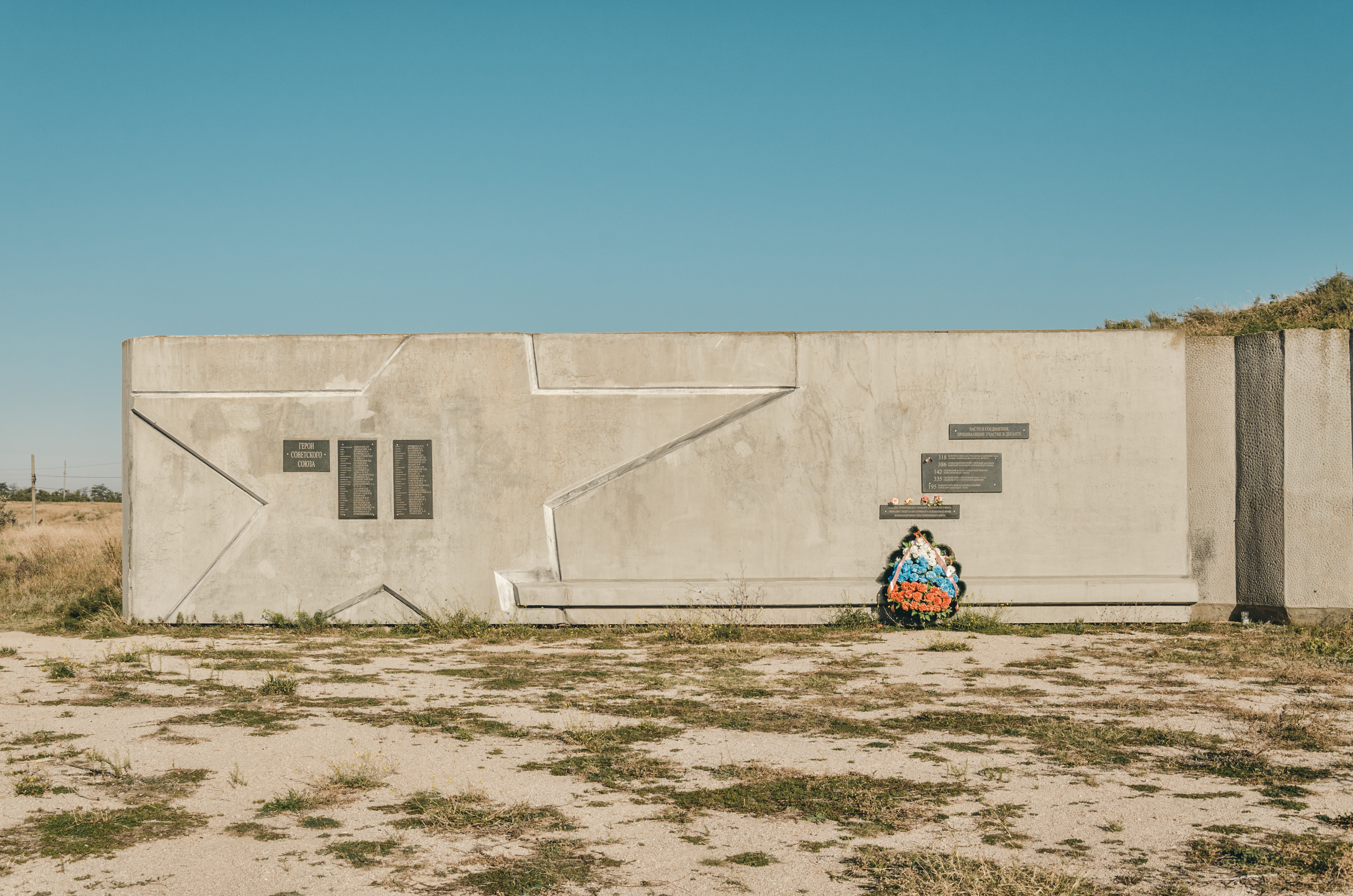
Мемориальный комплекс «Героям Эльтигенского десанта».

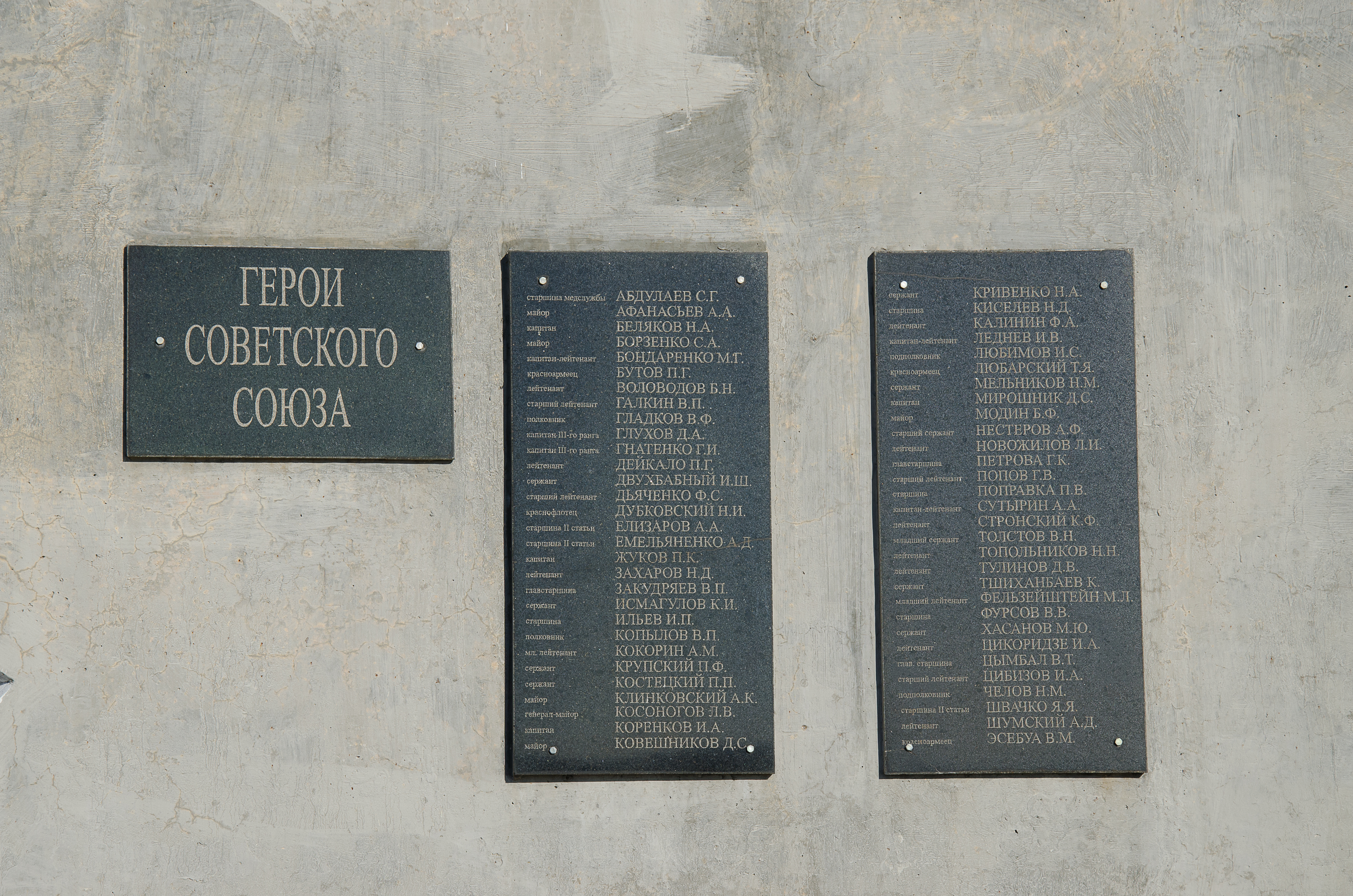
Мемориальный комплекс «Героям Эльтигенского десанта». Список Героев Советского Союза.

Анатолий Михайлович Кокорин (1921, Чаши, Челябинская губерния — 17 ноября 1943, Крымская АССР) — младший лейтенант Рабоче-крестьянской Красной Армии, участник Великой Отечественной войны, Герой Советского Союза (1943).

## Биография
Анатолий Михайлович Кокорин родился в 1921 году (по некоторым данным 23 апреля) в крестьянской семье в селе Чаши Чашинского сельсовета Салтосарайской волости Курганского уезда Челябинской губернии, ныне село входит в Каргапольский муниципальный округ Курганской области.
В 1930 году Кокорины переехали в посёлок (ныне — город) Аша Челябинской области, а затем в город Керчь, где на заводе им. Войкова в литейном цехе работал в то время дядя мальчика. Окончил школу в Керчи и три курса Керченского металлургического техникума.
В апреле 1941 года был призван на службу в Рабоче-крестьянскую Красную Армию. В наградном листе указано, что призван Ульяновским ГВК Куйбышевской области. С июня того же года — на фронтах Великой Отечественной войны. Принимал участие в боях на Западном и Северо-Кавказском фронтах, три раза был ранен. К ноябрю 1943 года младший лейтенант Анатолий Кокорин командовал стрелковым взводом 1339-го горнострелкового полка 318-й горнострелковой дивизии 18-й армии Северо-Кавказского фронта. Отличился во время Керченско-Эльтигенской операции.
Взвод А. Кокорина под вражеским огнём успешно высадился на побережье и принял активное участие в захвате плацдарма в районе посёлка Эльтиген (ныне — Героевское в черте Керчи). Во время отражения немецкой контратаки он лично уничтожил вражеский танк. Взвод успешно держал оборону в течение семнадцати дней, ежедневно отражая до двадцати немецких контратак. В одном из боёв А. Кокорин получил тяжёлое ранение и был отправлен в госпиталь. 17 ноября 1943 года (по другим данным, 12 ноября) он пропал без вести при бомбардировке госпиталя.
Указом Президиума Верховного Совета СССР от 17 ноября 1943 года за «образцовое выполнение боевых заданий на фронте борьбы с немецкими захватчиками и проявленные при этом мужество и отвагу» член ВЛКСМ младший лейтенант Анатолий Кокорин посмертно был удостоен высокого звания Героя Советского Союза. Также посмертно награждён орденом Ленина
Приказом Главного управления кадров вооруженных сил Союза ССР от 21 августа 1947 года командир миномётного взвода 1339 стрелкового полка 318 стрелковой дивизии — Герой Советского Союза — лейтенант Кокорин Анатолий Михайлович, исключён из списков Вооруженных Сил Союза ССР, как пропавший без вести в боях против немецко-фашистских войск в декабре 1943 года.

## Награды
- Герой Советского Союза, от 17 ноября 1943 года[4][5]

Могила Кокорина на Военном кладбище Керчи.

  - Орден Ленина
  - Медаль «Золотая Звезда»

## Память
- В честь Кокорина названа улица в Керчи, там же на военном кладбище ему установлен кенотаф[2].
- На здании Керченского политеха, где обучался Кокорин установлена памятная доска в его честь.
- Имя упомянуто на мемориальном комплексе «Героям Эльтигенского десанта», открыт в Керчи в 1985 году.